# Alex Aquino
Alex Aquino (Perú, 8 de noviembre de 1988) es un futbolista peruano. Juega de arquero y actualmente está sin equipo. Tiene 36 años.

## Trayectoria
Comenzó a jugar profesionalmente con el Unión Huaral en el 2005 sin tener oportunidades debido a que en ese momento tenía a 2 grandes competencias en ese entonces en el arco del "pelícano" como Ignacio Drago y el colombiano nacionalizado Jorge Rivera.
Tapa por todo el 2008 por el Deportivo Municipal en la Segunda División del Perú.
Gana la Segunda División del Perú 2009 con el Sport Boys alternando en varios partidos con la "misilera".
En todo el 2011 se convierte en uno de los 3 arqueros del Boys compitiendo así con Diego "el pipa" Carranza y Fisher Guevara.
Debido a las pocas oportunidades que se le brindaron en el Callao parte al Deportivo Coopsol de la segunda división, club con el queda subcampeón siendo suplente así del portero Carlos Laura.
En el 2014 hace una gran campaña con el Deportivo Municipal quedando así campeón y logrando ascender a la Primera División Peruana.
Luego del ascenso del equipo en el 2015 tiene pocas oportunidades debido a la contratación de Erick Delgado portero que posteriormente se convirtiera en capitán y uno de los referentes.

## Clubes
| Club                       | País | Año         |
| -------------------------- | ---- | ----------- |
| Deportivo Municipal        | Perú | 2008        |
| Sport Boys                 | Perú | 2009 - 2011 |
| Deportivo Coopsol          | Perú | 2012        |
| Universidad Señor de Sipán | Perú | 2013        |
| Deportivo Municipal        | Perú | 2014 - 2015 |
| Atlético Torino            | Perú | 2016 - 2018 |
| Asociación Torino          | Perú | 2019        |

## Palmarés
| Título           | Club                | País | Año  |
| ---------------- | ------------------- | ---- | ---- |
| Segunda División | Sport Boys          | Perú | 2009 |
| Segunda División | Deportivo Municipal | Perú | 2014 |